# Ciné qua non
 (septembre 2016).
Si vous disposez d'ouvrages ou d'articles de référence ou si vous connaissez des sites web de qualité traitant du thème abordé ici, merci de compléter l'article en donnant les références utiles à sa vérifiabilité et en les liant à la section « Notes et références ».
Ciné qua non est une ancienne société de production cinématographique active dans les années 1970 créée par Jean Yanne.

## Histoire
Le nom est un calembour dérivé de l'expression latine sine qua non. La société s'installa au 33, avenue des Champs-Élysées, à côté de la société de Jean-Pierre Rassam, Mara Films. Les sociétés fusionnèrent. A la manière du nouvel Hollywood, les deux hommes considèrent qu'ils peuvent prendre la priorité sur les studios. La société a la réputation d'être dépensière et festive, même en grande difficulté financière. La société avait notamment comme collaborateurs Anny Bartanowsky et Pierre Andrieux.
Les premiers succès commencent avec Nous ne vieillirons pas ensemble de Maurice Pialat (dont il eut un grand rapport conflictuel avec Yanne) et Tout le monde il est beau, tout le monde il est gentil de Yanne. Le second film, pour la plus grande joie de Yanne, bâtit le film de Pialat.
L'ambition de Rassam était forte en centralisant les activités publicitaires plutôt que de faire appel à des prestataires. Des projets de voyages ainsi que la création d'une revue satirique, Jules, était prévu.
Mais les dépassements de budget de Lancelot du Lac de Robert Bresson ainsi que les échecs commerciaux et critiques des films de Yanne Les Chinois à Paris et Chobizenesse eurent raisons de la société. Cela malgré les appuis financiers de Gaumont et Marcel Dassault (avec sa société 2000 Productions). Yanne tenta de réinvestir sa société avec une nouvelle société, Productions Yanne, sans succès.

## Filmographie
Sous le nom Mara Films :
- 1974 : Lancelot du lac de Robert Bresson

Sous le nom Cine Qua Non :
- 1972 : Tout le monde il est beau, tout le monde il est gentil de Jean Yanne
- 1973 : Poil de carotte de Henri Graziani
- 1973 : La Maman et la Putain de Jean Eustache
- 1974 : Les Chinois à Paris de Jean Yanne
- 1974 : Moi y'en a vouloir des sous de Jean Yanne
- 1975 : Chobizenesse de Jean Yanne (coproduit avec Productions Yanne)

Sous le nom Productions Yanne :
- 1977 : Moi, fleur bleue de Éric Le Hung
- 1979 : Je te tiens, tu me tiens par la barbichette de Jean Yanne

## Sources
- Notices d'autorité :   - VIAF
  - IdRef

Fiche de la société sur Unifrance.org